# Estadio Central Sindical
El estadio Central Sindical (en ruso: Центральный стадион профсоюзов, Tsentralnyi stadion profsoyuzov) es un estadio multiusos situado en el Complejo Deportivo "Central" de la ciudad de Vorónezh, Rusia. Fue inaugurado en 1934, tiene una capacidad para 25 000 espectadores sentados —el tercero más grande de Rusia tras Luzhniki y el Metallurg de Samara— y en él disputa sus partidos como local el Fakel Voronezh, el club de fútbol de la ciudad.